# Domein De Verlosser

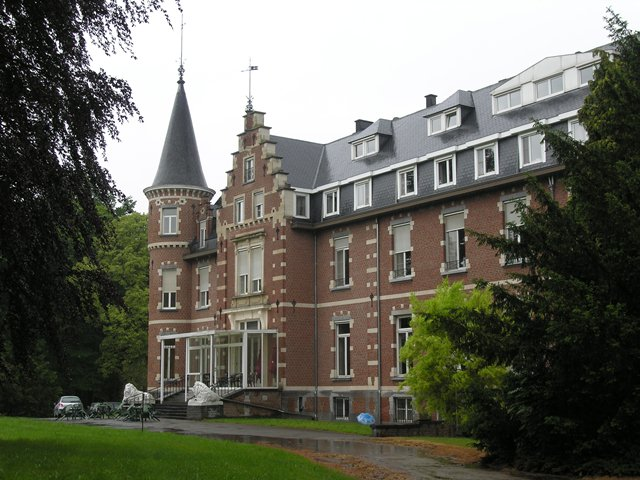
Domein De Verlosser

Het Domein De Verlosser is een voormalig kasteel in de tot de Vlaams-Brabantse gemeente Dilbeek behorende plaats Sint-Ulriks-Kapelle, gelegen aan de Brusselstraat 647-649.

## Geschiedenis
Omstreeks 1800 werd hier een landhuis opgetrokken in classicistische stijl dat in 1833 als château werd gekenschetst. In 1866 kwam het goed aan Eugène François Marie Lyon en Maria De Thuin. Deze eigenaren lieten het kasteel sterk uitbreiden. Er werd een koetshuis, een paardenstal en een oranjerie bijgebouwd.
Naastgelegen percelen werden opgekocht en aldus ontstond een park van 7 ha. Hierbij werd zelfs de openbare weg verlegd om het domein aaneen te sluiten.
In 1883 of iets eerder werd het oude kasteel afgebroken en het nieuwe kasteel fungeerde niet langer als landhuis maar als permanente woning.
In 1929 werd het domein, dat inmiddels ruim 8 ha omvatte, verkocht aan les Soeurs du Sauveur et de la Sainte-Vierge (Zusters van de Verlosser en de Heilige Maagd) die vanaf 1903 vanuit Frankrijk naar Sint-Jans-Molenbeek waren gekomen. Hier werd een meisjeskostschool en een noviciaat gevestigd. In 1930 en 1937 werden aanbouwen aan het kasteel voltooid.
Tijdens de Tweede Wereldoorlog werd het kasteel gevorderd door de bezetter en als nazi-hoofdkwartier ingericht. Tot 1946 verbleven er Canadese en Engelse troepen. Daarna kwamen de zusters weer terug om er een bejaardentehuis in te richten. De voormalige oranjerie, Gaudium genaamd, en het voormalig noviciaat, Klooster Zonnebloem, bleven door de zusters in gebruik.
Het hoofdgebouw heeft, door de aanwezigheid van een aantal torentjes, een kasteelachtig uiterlijk.
In 1952 werd een grote kapel opgetrokken met vijfzijdig afgesloten koor en glas-in-loodramen. Van deze kapel werd in de jaren '90 van de 20e eeuw een groot deel afgescheiden om als eetzaal dienst te gaan doen.